# Bananas (filme)
Bananas é um filme estadunidense de 1971 estrelado e dirigido pelo diretor Woody Allen.

## Sinopse
Fielding Mellish (Woody Allen), um testador de produtos de uma grande firma, é apaixonado por Nancy (Louise Lasser), uma ativista política. Ele assiste manifestações e tenta provar da sua maneira que é merecedor do amor dela, mas Nancy quer alguém com maior potencial de liderança. Então Fielding vai para San Marcos, uma republiqueta na América Central, e lá se une aos rebeldes e, no final das contas, se torna o presidente do país. Durante uma viagem Fielding reencontra Nancy novamente e ela se apaixona por ele, agora que é um líder político.

## Produção
O diretor do filme é Woody Allen, que também escreveu o argumento, em conjunto com Mickey Rose, o produtor de Bananas é Jack Grossberg, e o produtor executivo Charles H. Joffe.

## Elenco
- Woody Allen ... Fielding Mellish.[3]
- Danny DeVito
- Sylvester Stallone ... bandido do metrô[3]
- Louise Lasser ... Nancy[3]
- Carlos Montalbán ... General Emilio Molina Vargas[3]
- Natividad Abascal ... Yolanda[3]
- Jacobo Morales ... Esposito[3]
- Miguel Ángel Suárez ... Luis[3]
- David Ortiz ... Sanchez[3]
- René Enríquez ... .Coronel Diaz[3]
- Jack Axelrod ... Tenente Arroyo[3]
- Charlotte Rae ... Dra. Ruth Mellish[3]
- Stanley Ackerman ... Dr. Al Mellish[3]